# Composé spiro
| Spiro[4.5]décane.                                                           |
| 1,3,5-Triazaspiro[5.5]-undéca-1,3-diène, exemple de spirane hétérocyclique. |
| Dispiro[4.2.5.2]pentadécane, exemple de dispirane.                          |

Un composé spiro est une molécule organique bicyclique dont les deux cycles sont connectés par un seul atome. Les cycles peuvent être de longueur ou de nature identiques ou différentes. L'atome de connexion est appelé atome spiro et est le plus souvent un atome de carbone quaternaire (carbone spiro). Tous les composés spiro ont pour nom le préfixe spiro suivi de, entre crochets et séparé par un point, la longueur des deux cycles sans compter l'atome spiro et en commençant par la plus petite longueur, c'est-à-dire le plus petit cycle. Le nombre d'atomes dans le squelette du spiro détermine le nom du composé, identique à celui de l'alcane linéaire correspondant. Le plus simple d'entre eux est ainsi le spiropentane, correspondant au spiro[2.2]pentane, qui est également le plus simple des triangulanes.

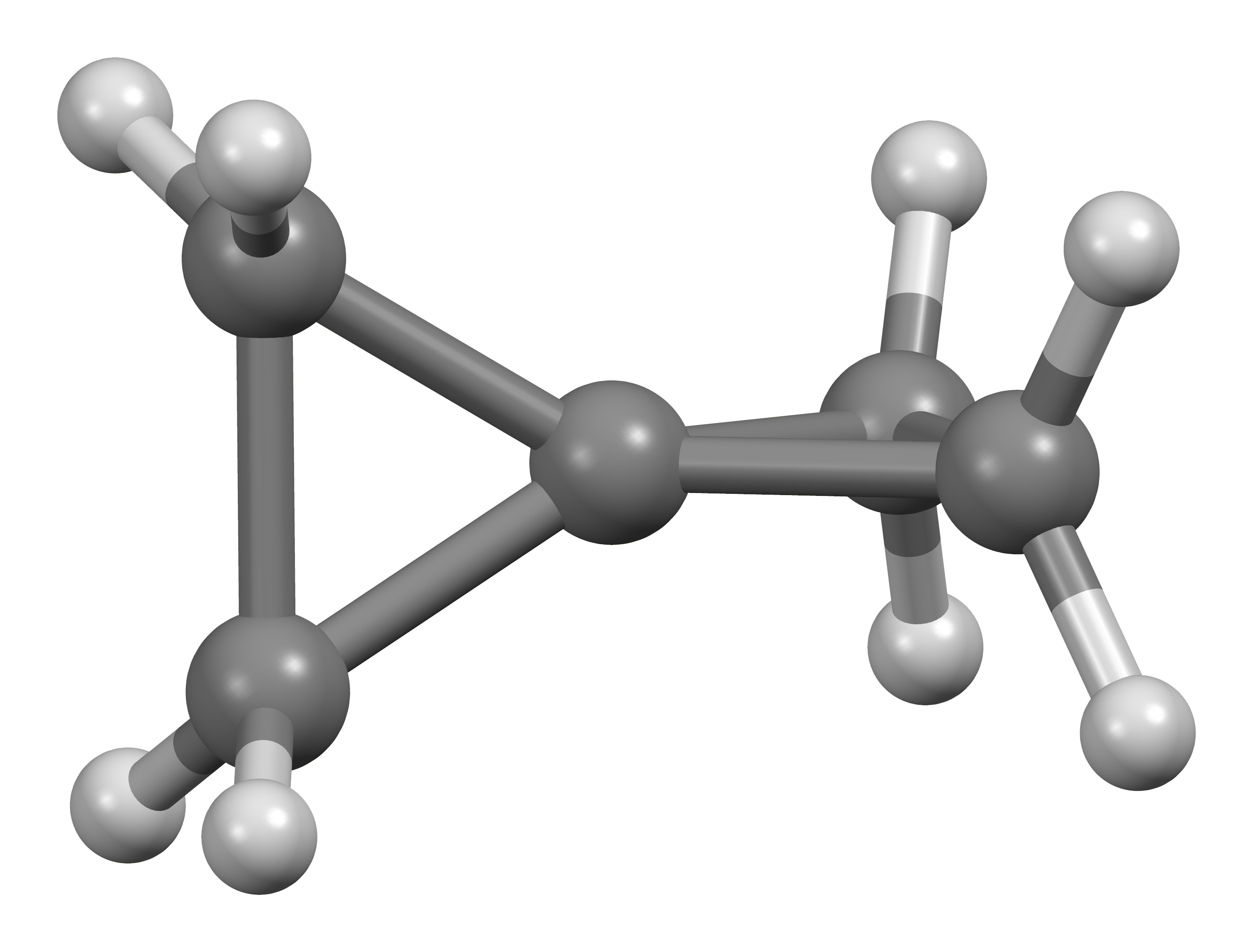
Représentation 3D du spiropentane.

Par exemple, le composé A est appelé 1-bromo-3-chloro-spiro[4.5]décan-7-ol et le composé B 1-bromo-3-chloro-spiro[3.6]décan-7-ol. La molécule spiro composée d'un cycle cyclohexane et d'un autre cyclopentane est appelée spiro[4.5]décane. Cette nomenclature a été proposée par Adolf von Baeyer en 1900 et adoptée par l'IUPAC. Pour la numérotation des atomes de tels composés, voir la section suivante.
Des formes spiro de lactones et d'oxazines sont fréquemment utilisées comme leuco-teintures, c'est-à-dire des teintures qui ont deux formes moléculaires réversibles, l'une étant colorée, l'autre non.

## Numérotation des composés spiro et polyspiro

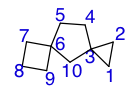
Numérotation incorrecte.

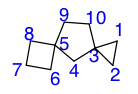
Numérotation correcte.

S'il y a deux ou plus de deux atomes spiro dans un composé (composé polyspiro), le préfixe di-, tri-, tétra-, etc., qui représente le nombre d'atomes spiro, est ajouté à son nom. Un composé spiro est numéroté en partant du plus petit cycle avec un seul atome spiro (c'est-à-dire le plus petit cycle terminal) et en commençant par le premier atome voisin de l'atome spiro tel que le chemin jusqu'à l'autre atome spiro terminal du composé (c'est-à-dire l'autre cycle terminal), en comptant le parcours du plus petit cycle, soit minimum et en finissant sur l'atome précédant l'atome spiro de départ.
Un composé spiro ou polyspiro est numéroté de façon que les numéros des atomes spiro soient les plus petits possibles. Par exemple, si les numéros des atomes spiro sont 3 et 5 pour une numérotation et 3 et 6 pour une autre, alors 3 et 5 sont préférables : le premier numéro des deux numérotations est identique mais pour le second numéro, 5 est mieux (figure à droite).
Dans la comparaison des numérotations d'atomes spiro, par exemple 3.5.8 est préférable à 3.6.7 car 5 en deuxième position est mieux que 6 quels que soient les numéros suivants.
Dans la nomenclature pour les composés polyspiro, le premier nombre dans les crochets représente la quantité d'atomes du numéro 1 au dernier du premier cycle, avant le premier atome spiro. Les autres numéros correspondent au nombre d'atomes entre atomes spiro ou le nombre d'atomes sur le dernier cycle, en allant dans le sens de numérotation.

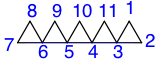
Quel nom pour ce composé polyspiro ?

Dans l'exemple à gauche, il y a quatre atomes spiro donc le nom commencera par tétraspiro-. Il y deux atomes (numérotés 1 et 2) avant le premier atome spiro 3. Entre les atomes spiro 3 et 4, il n'y a pas d'atome comme entre 4 et 5 et entre 5 et 6. Dans le second cycle terminal, il y en a deux et sur le chemin retour il y en a un, le 9, entre 6 et 5 et de la même façon, un entre 5 et 4 et un entre 4 et 3. La séquence 2,0,0,0,2,1,1,1 est donc obtenue. Pour plus de clarté, des chiffres en exposant indique quel atome spiro est atteint à ce stade pour le chemin retour. Pour ce composé, [2.0.0.0.26.15.14.13] est ainsi obtenu. Le nombre total d'atomes composant le squelette du polyspiro détermine son nom, il y a onze atomes soit undécane et le nom du composé ainsi construit est « tétraspiro[2.0.0.0.26.15.14.13]undécane ». Il en va de même pour le composé à droite dont le nom est « dispiro[2.1.35.23]décane ».
Ces règles générales sont complétées par tous les détails nécessaires pour garantir que tous les cas de figure sont envisagés et réglés.
   Décaspiro[4.1.0.1.510.28.2.1.0.2.426.223.0.2.436.233.222.120.17.35]nonatétracontane.

## Chiralité
Un composé spiro a toujours ses deux cycles dans des plans perpendiculaires du fait de l'arrangement tétraédrique des liaisons autour d'un carbone sp3, en particulier autour du carbone spiro. De même, les cycles des polyspiro présentent une alternance régulière de leur plan d'orientation : par exemple, dans le plan vertical - dans le plan horizontal - dans le plan vertical - dans le plan horizontal, etc.
Ainsi certains composés spiro présentent une chiralité axiale. Ils possèdent deux énantiomères sans avoir de carbone stéréogène. La configuration absolue de ces deux énantiomères est déterminé par des règles précises de l'IUPAC et ils sont dénommés « aR » et « aS » (« a » pour axial).